# Adijat Olarinoye
Adijat Adenike Olarinoye, née le 14 juillet 1999, est une haltérophile nigériane.

## Carrière
Adijat Olarinoye est médaillée d'or à l'épaulé-jeté et au total et médaillée d'argent à l'arraché aux Jeux africains de 2019 dans la catégorie des moins de 55 kg. Elle obtient ensuite trois médailles d'or dans cette catégorie aux championnats d'Afrique 2021 à Nairobi.
Aux Championnats du monde d'haltérophilie 2021 à Tachkent, elle est médaillée d'argent au total et médaillée de bronze à l'arraché ainsi qu'à l'épaulé-jeté dans la catégorie des moins de 55 kg. Ces championnats servent aussi de Championnats du Commonwealth, dans lesquels elle est médaillée d'or.
Elle est triple médaillée d'argent dans la catégorie des moins de 59 kg aux Championnats d'Afrique 2023 à Tunis ainsi qu'aux Championnats d'Afrique 2024 à Ismaïlia.
Aux Jeux africains de 2023 à Accra, elle est triple médaillée d'or dans la catégorie des moins de 55 kg.